# Hyundai H350
Hyundai H350 — малотоннажный грузовой автомобиль южнокорейской компании Hyundai Motors.

## История

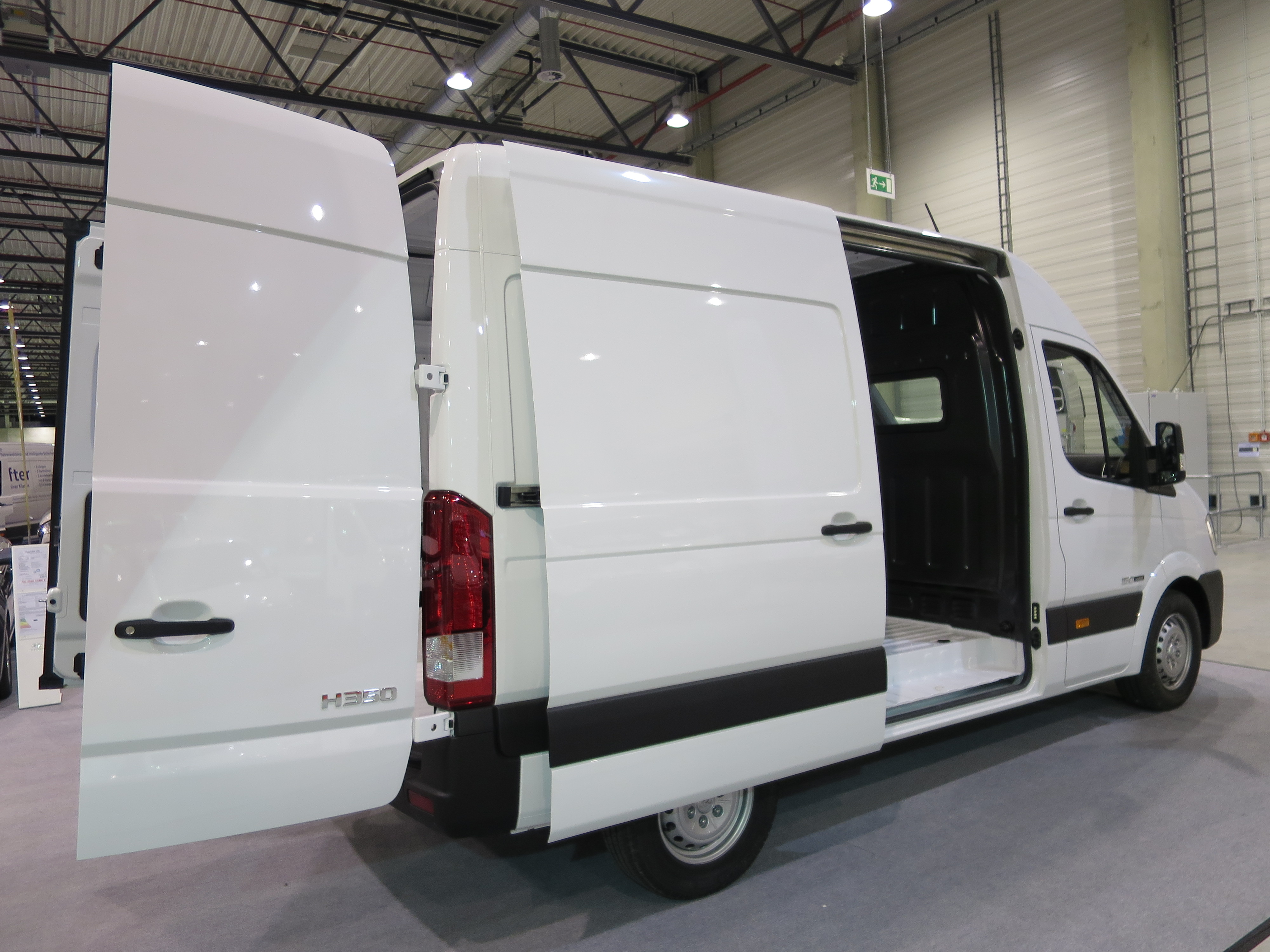
Hyundai H350

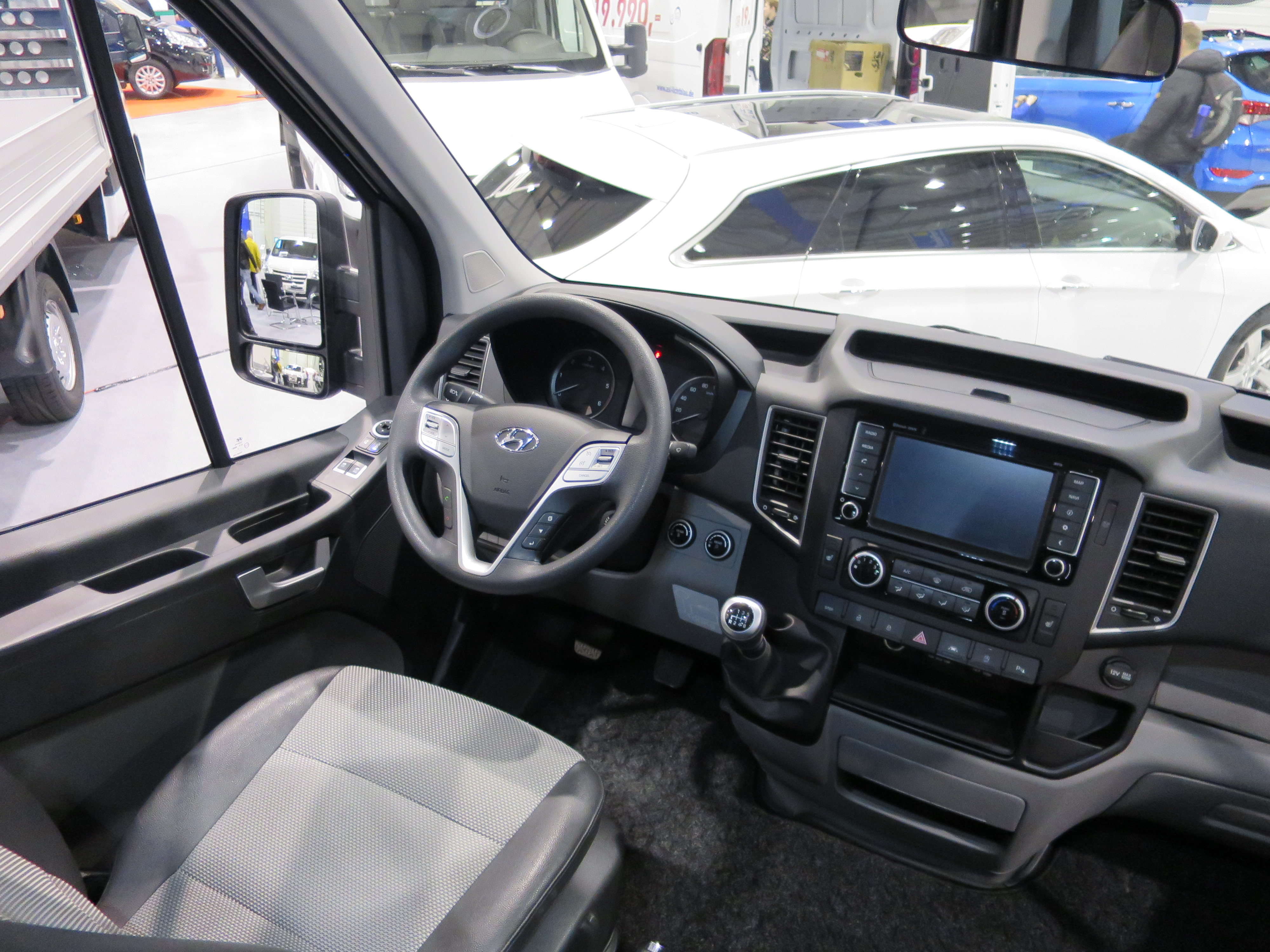
Место водителя

Автомобиль Hyundai H350 впервые был представлен в Ганновере в 2014 году. За основу этой модели были взяты немецкая Mercedes-Benz Sprinter и американская Ford Transit. Производство стартовало в турецком городе Бурса на заводе Karsan Automotive. В Корее и Вьетнаме автомобиль получил название Hyundai Solati.
Вместимость микроавтобуса составляет 15 мест. В целях безопасности автомобиль Hyundai H350 оборудован подушкой безопасности и электронной системой контроля устойчивости. Рядом с приборной панелью установлен TFT-монитор, на экран которого выводятся технические характеристики.
Кроме Турции и Южной Кореи, автомобиль производится в Алжире, на заводе Global Motors Industries, во Вьетнаме, на заводе Truong Hai Auto Corporation, и на Филиппинах, на заводе HARI.

## Галерея

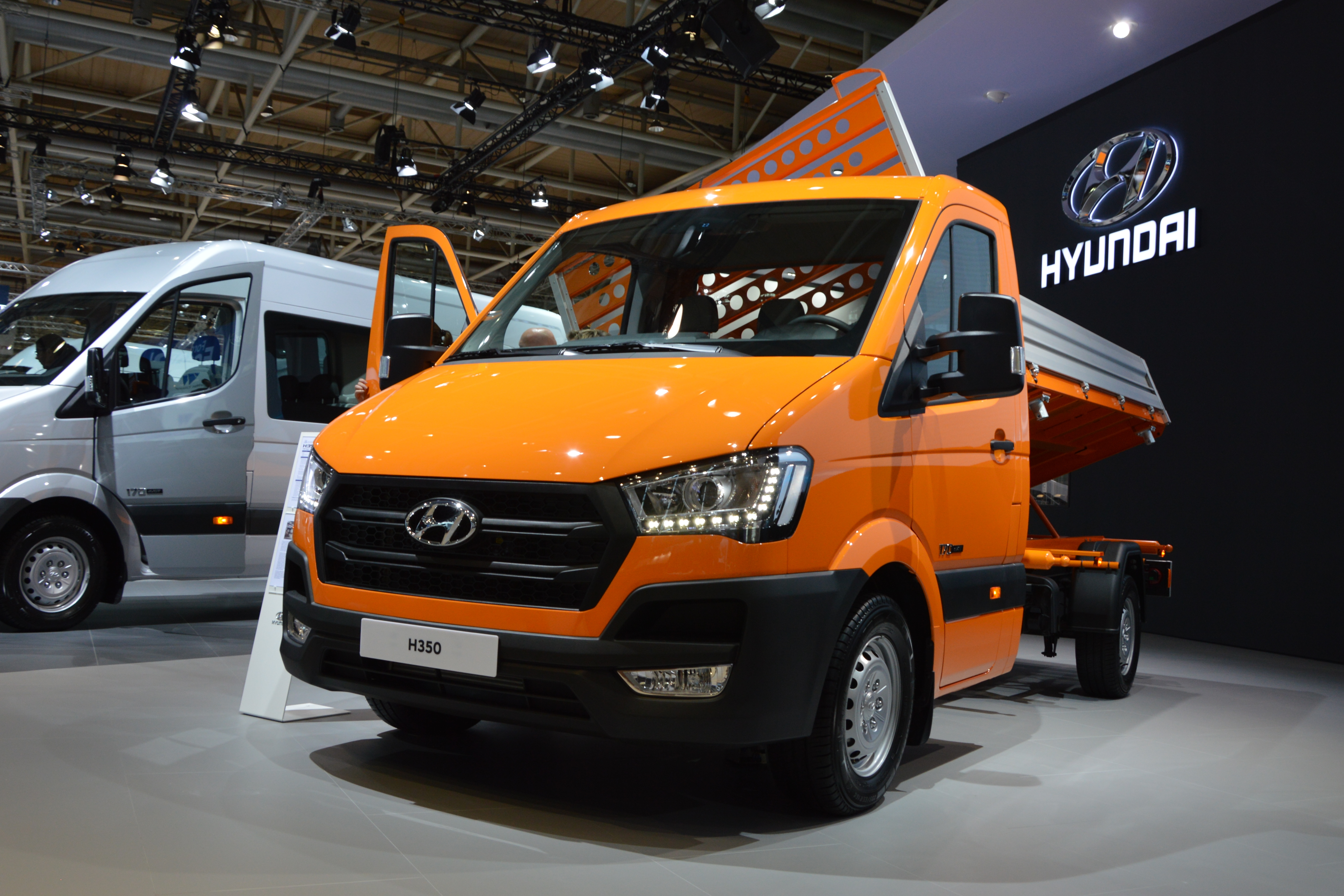
Самосвал
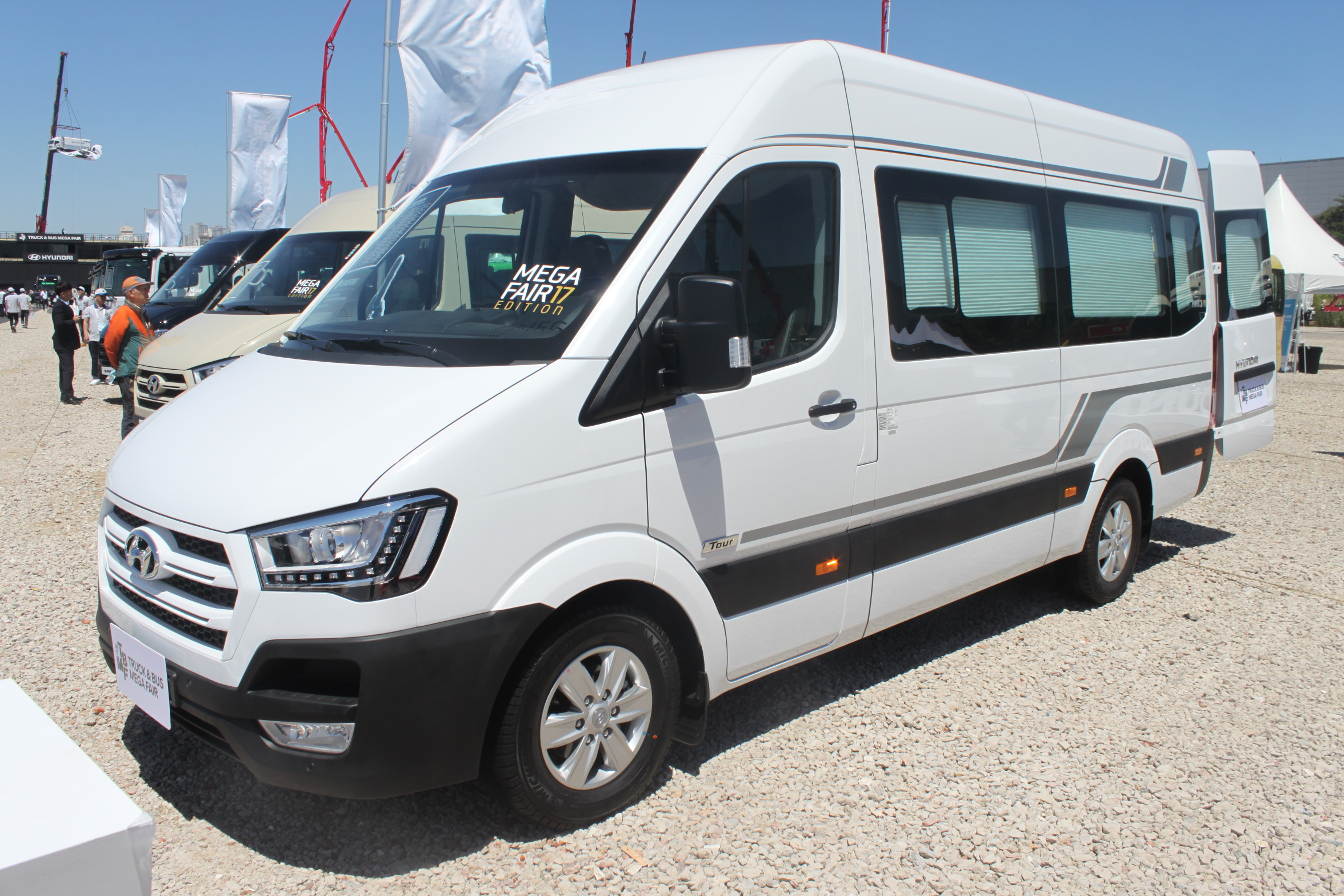
Микроавтобус Hyundai Solati
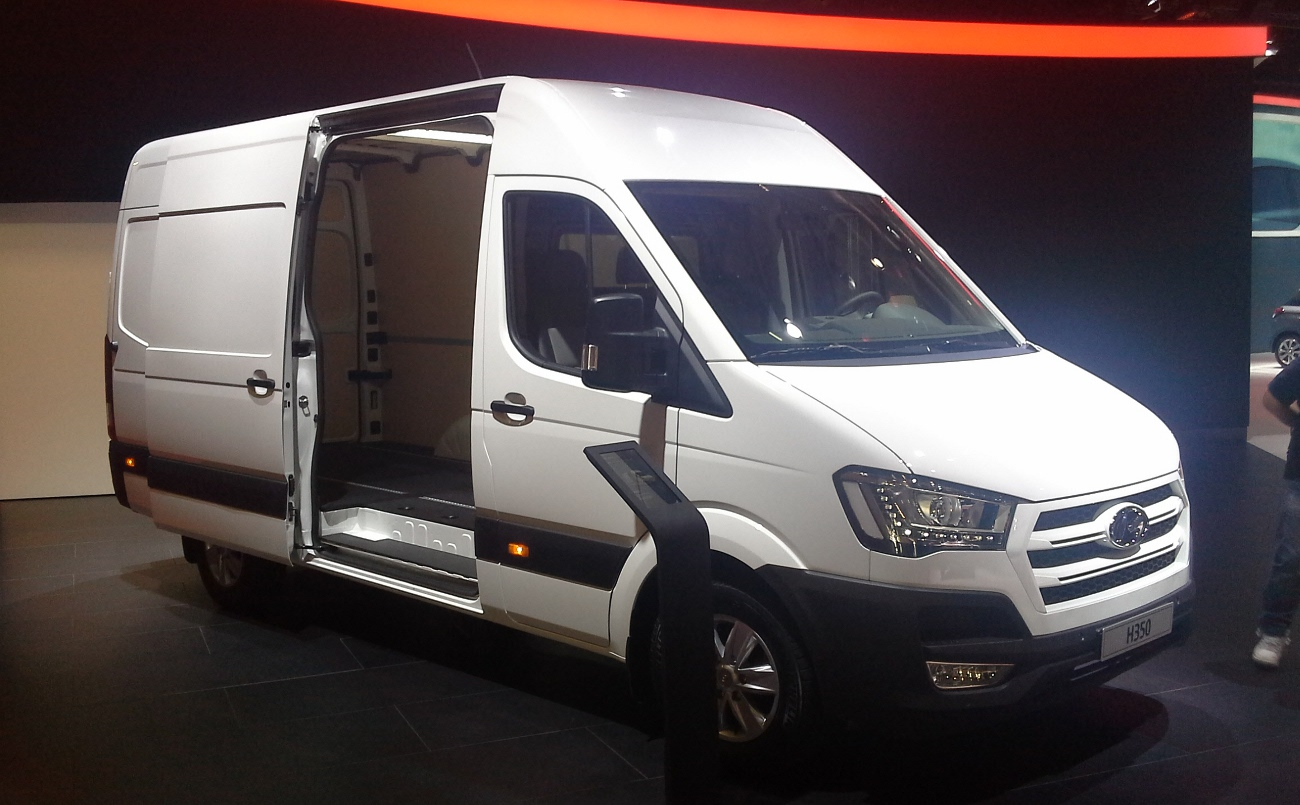
Развозной фургон